# Tilen Klemenčič
Tilen Klemenčič (sinh 21 tháng 8 năm 1995) là một hậu vệ bóng đá Slovenia thi đấu cho Domžale ở Slovenian PrvaLiga.